# 加依乡
加依乡，是中华人民共和国新疆维吾尔自治区和田地區于田县下辖的一个乡镇级行政单位。

## 行政区划
加依乡下辖以下地区：
却甫其勒村、尤喀克加依村、喀提克昆村、巴什萨亚提拉村、加依村、奥吐拉加依村、吉日木村、巴什英阿瓦提村、阿亚格英阿瓦提村、阿訇艾日克村、阿亚格萨亚提拉村、喀拉吐干村和阔什塔勒村。